# Daniele Piombi
Daniele Piombi (San Pietro in Casale, 14 luglio 1933 – Milano, 18 maggio 2017) è stato un conduttore televisivo, conduttore radiofonico e autore televisivo italiano.

## Biografia
Daniele Piombi nacque a San Pietro in Casale, in provincia di Bologna, il 14 luglio 1933. Suo padre Giulio fu un istruttore del Ministero della pubblica istruzione mentre la madre Erminia Iole (anch'ella di cognome Piombi) era una professoressa. Di estrazione borghese, aveva anche un fratello, divenuto un noto avvocato. Dopo aver frequentato le scuole elementari a San Pietro, si trasferì a Reggio Emilia, a causa del lavoro del padre. Qui frequentò il liceo, poi si iscrisse alla facoltà di scienze politiche dell'Università di Firenze, avendo come docente di storia Giovanni Spadolini. Nel 1967 conobbe Mirella, sposata il 6 giugno 1980.
Muore a 83 anni, a Milano il 18 maggio 2017. Dopo i funerali milanesi, viene riportato in Emilia e tumulato nella cappella di famiglia nel cimitero di Boretto, comune d'origine del padre.

### La carriera televisiva

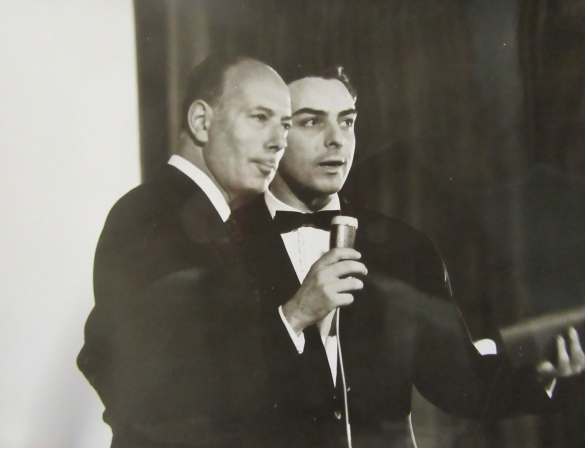
Daniele Piombi col microfono in compagnia di Ernesto Calindri a Salsomaggiore Terme negli anni sessanta

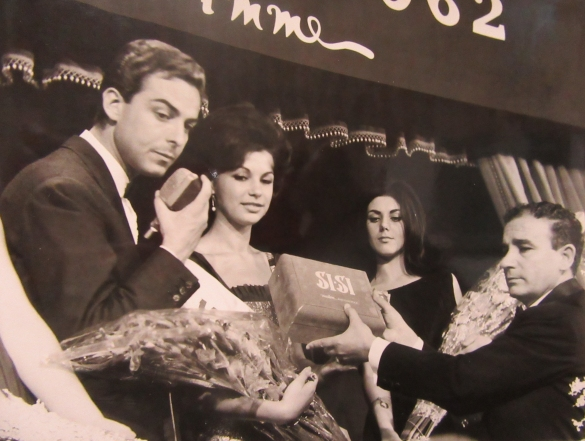
Daniele Piombi presenta Miss Italia nel 1962, con Raffaella De Carolis e Enzo Mirigliani

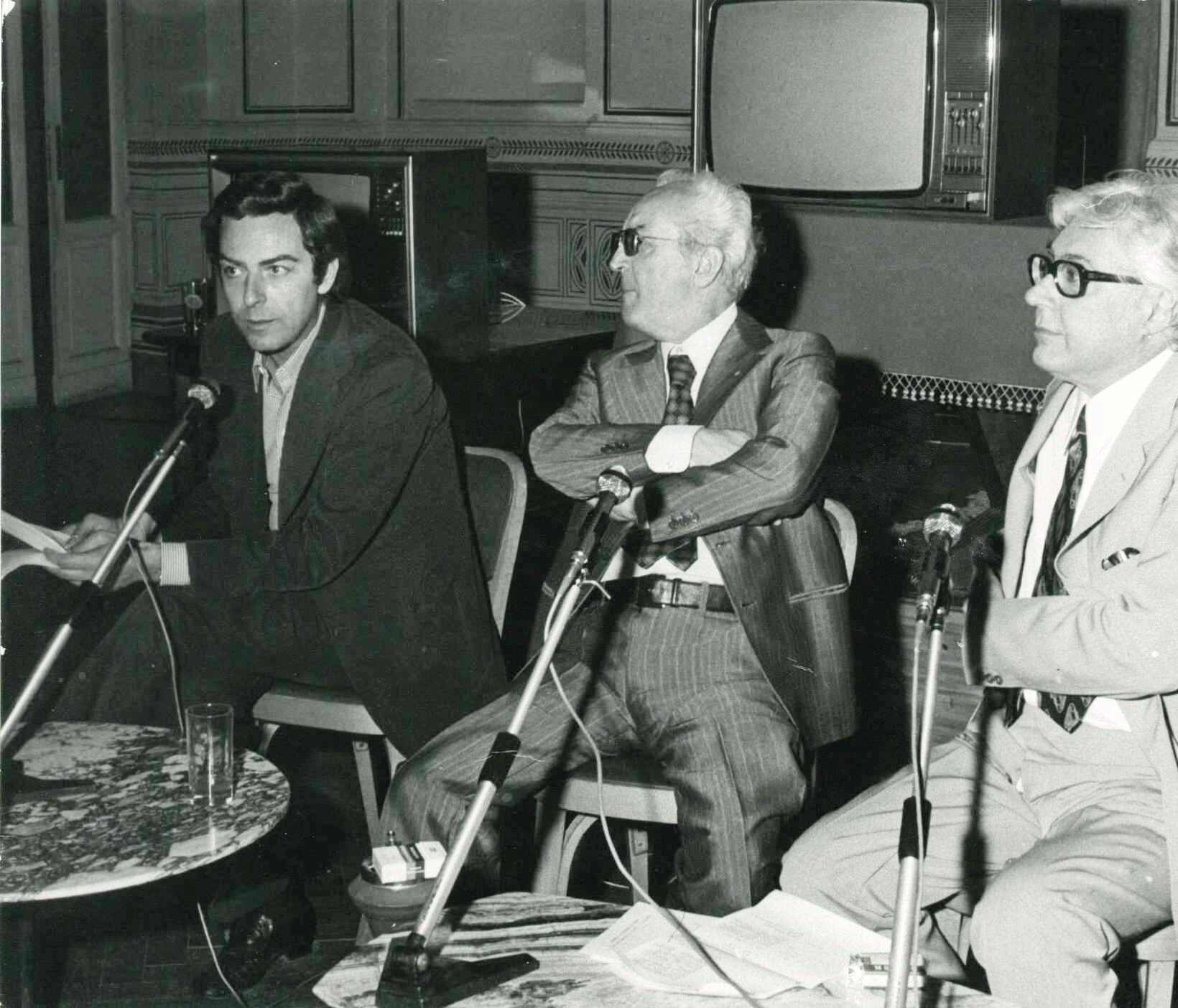
Daniele Piombi, a sinistra, nel 1973 con gli scrittori Piero Chiara e Luigi Silori

Il suo amore per il giornalismo e per lo spettacolo risale agli anni dell'università quando iniziò ad esibirsi in riviste studentesche. Deve il suo ingresso nel mondo dello spettacolo all'incontro con un impresario modenese che gli offrì di presentare una tournée dei sei cantanti in gara al Festival di Sanremo 1956: Luciana Gonzales, Clara Vincenzi, Franca Raimondi, Tonina Torrielli, Ugo Molinari e Gianni Marzocchi, che si esibirono per tutta l'Emilia Romagna.
In quella occasione fu notato da Gian Stellari, il quale lo invitò a fare un provino alla RAI di Torino, dove gli fu chiesto di improvvisare una telecronaca.
Nella seconda metà degli anni cinquanta si trasferì a Milano, dove si realizzavano i programmi di maggior successo dell'epoca. In questo contesto ha esordito ventiduenne nel programma televisivo Viaggiare, trasmesso dalla Rai nel 1955, condotto in coppia con Renée Longarini, che ha segnato l'inizio di una lunga carriera televisiva e radiofonica, abbandonando definitivamente le ambizioni da giornalista. Il programma, in onda il lunedì sera dopo un film, era una rubrica che informava i telespettatori (o teleabbonati, come allora si chiamavano), sugli orari dei treni, sui nuovi itinerari che offriva l'Alitalia, sulle possibili mete turistiche italiane ed europee, racconti di viaggio, e vari resoconti di manifestazioni locali che si svolgevano in tutto il Paese.
Da quel momento gli vennero anche affidate molte trasmissioni dell'ultimo dell'anno, rassegne e manifestazioni estive, spesso correlate all'ambito del turismo.
Successivamente, il suo nome si è legato a molte importanti manifestazioni canore della televisione italiana: il Cantagiro, Un disco per l'estate, il Festival di Napoli (di cui ha condotto quattro edizioni per la RAI e due per Napoli Canale 21, con la denominazione Festival della Canzone Napoletana e Nuove Tendenze), Piccola ribalta, trasmissione musicale della RAI di cui ha condotto sei edizioni, l'edizione del 1967 del Festivalbar, presentata in coppia con Vittorio Salvetti, e i collegamenti dal Casinò per tre edizioni del Festival di Sanremo, nel 1980, 1982 e 1983.
Nel 1960 inventò il Premio Regia Televisiva, manifestazione che attribuisce i cosiddetti Oscar TV, l'equivalente televisivo del premio David di Donatello per il cinema, del Premio Ubu per il teatro, e del Festival di Sanremo per la musica, in Italia.
Il longevo programma, da lui condotto a partire dal 1961, partito dall'hotel Astoria di Reggio Emilia, si è svolto negli anni a Salsomaggiore Terme, Milazzo, Sanremo e Giardini Naxos. Dal 1969 al 1984, il premio fu anche promosso sulle pagine di TV Sorrisi e Canzoni, all'epoca diretto da Gigi Vesigna, affiancando così il premio della critica a quello dei lettori. La rivista sponsorizzò il premio fino all'acquisizione di quest'ultima da parte di Silvio Berlusconi, abbandonandolo in favore del neonato Gran Premio Internazionale dello Spettacolo, anche noto come Telegatto.
Durante le prove del Festival di Sanremo 1967, fu raccolta da Daniele Piombi e trasmessa da Radio Monte Carlo, l'ultima intervista a Luigi Tenco, a poche ore dal suo suicidio, avvenuto la stessa notte, nella quale il cantautore descriveva la canzone che avrebbe cantato di lì a qualche ora (Ciao amore, ciao), dicendosi pure certo di vincere il Festival.
Nel 1980 ha preso parte al controverso C'era due volte diretto da Enzo Trapani, programma con Ilona Staller in cui rivisitava in chiave ironica e dissacrante le favole più celebri.
Nel 1982 ha condotto il varietà Due di tutto dello stesso regista, dove al presentatore veniva chiesto di fare il verso a sé stesso, con improbabili collegamenti da luoghi termali con finti personaggi dello spettacolo, dimostrando una buona dose di autoironia.
Negli anni successivi ha condotto numerose trasmissioni legate alla musica come Canzoniere italiano e Anteprima Sanremo, e dopo essere stato commentatore per la RAI dell'Eurovision Song Contest 1988, nel biennio 1988-1989 ha condotto due edizioni della manifestazione canora Napoli prima e dopo.
Nel 1990 ha interpretato un presentatore, facilmente identificabile in sé stesso, ne I promessi sposi de Il Trio (Marchesini-Solenghi-Lopez) dove nuovamente si produce in una parodia di Miss Italia denominata Miss Lecco. Nel biennio 1992-1993 ha condotto due edizioni della manifestazione benefica Telethon. Nel 1994 ha condotto da Sanremo la trasmissione di Rai 3 Sanremo romantica, insieme a Marco Vigiani.
Nell'estate del 1995 ha presieduto una giuria di VIP nella trasmissione di Rai 1 Stelle sull'acqua, condotta da Carmen Russo e Nino Frassica. Nel 1998 ha condotto su Rai 1 Linea bianca, programma dedicato alle località montane italiane.
Il suo più recente impegno televisivo si è svolto per Rai International, dove ha realizzato dieci puntate sul Made in Italy, dedicate agli stilisti, alla moda di gioielli e pelletterie italiani e, nello stesso periodo, ha realizzato il documentario L'itinerario di Colombo nella Repubblica Dominicana, venduto in tutto il mondo.
A partire dagli anni duemila, la sua attività televisiva si è concentrata esclusivamente sull'Oscar TV, che ha continuato a condurre annualmente fino al 2015 (l'ultima edizione del 2016 non andò in onda, come consueto, sulle reti Rai), limitandosi a partecipare come ospite in vari programmi.

#### Carosello
Daniele Piombi ha partecipato anche ad alcuni episodi della rubrica pubblicitaria giornaliera sulla 1ª rete televisiva pubblica: Carosello.
- nel 1968 per i televisori Voxson;
- dal 1968 al 1970 con il Quartetto Cetra, Marco Tulli e Anna Orso per il talco Felce Azzurra della Paglieri;
- nel 1970 e 1971, per una lacca per capelli della Testanera.

## L'esperienza delle TV private
A partire dagli anni settanta Daniele Piombi, ha alternato alla conduzione di programmi RAI, molte esperienze sulle prime emittenti televisive private, per le quali, nel periodo di loro maggiore affermazione e diffusione, ha condotto anche cinque trasmissioni alla settimana.
È apparso su Telebiella, la prima televisione privata italiana, nella prima metà degli anni settanta, e successivamente ha condotto alcuni programmi musicali su TV Koper-Capodistria, emittente slovena che trasmetteva anche in lingua italiana.
Successivamente lavorò per Teletna, emittente catanese per la quale ha presentato ogni giovedì sera il programma Strapiombando, trasmissione fiume che iniziava alle ventuno e terminava alle due del mattino. L'emittente e il programma erano visti in tutta la Sicilia, in Calabria e in parte della Tunisia. In un'intervista, Daniele Piombi dichiarò: "Fu un successo incredibile, in quelle zone riuscimmo a battere Mike Bongiorno e la Rai".
Successivamente lavorò per l'emittente bolognese Telesanterno, dove ha condotto per cinque stagioni Ed è subito sabato, un talk show inframezzato da quiz, dove intervenivano ospiti del mondo dello sport, della politica, del teatro e della canzone, per la regia di Giampaolo Gulmanelli.
Per Tele Monte Penice, emittente di Pavia, captata in quasi tutta la Lombardia e il Piemonte, ha condotto Slot machine e Controtestata, due quiz musicali da lui stesso ideati. I programmi erano entrambi curati da Ruggero Muttarini: due concorrenti venivano interrogati su domande inerenti notizie apparse sui quotidiani della settimana, idea ripresa in seguito anche da Mike Bongiorno per il programma Flash in cui proponeva domande basate sull'attualità e tratte da notizie dei maggiori quotidiani.
Per Antennatre Lombardia ha condotto Effetto spettacolo ed Effetto concerto. L'attività sulle reti private è proseguita anche negli anni ottanta: dal Teatro Politeama, ha condotto per un'edizione (nel 1981), il Festival della Canzone Napoletana e Nuove Tendenze, insieme ad Adriana Russo e Enzo Berri, su Napoli Canale 21.
Su Telelombardia (allora Telelombardia 1) ha condotto Giovedì alle nove, trasmissione curata nuovamente da Ruggero Muttarini, e successivamente Martedì otto ½, per la regia di Roberto Valentini. In questi programmi, Piombi intervistava personaggi della politica, della cultura, dello sport, e dello spettacolo, in un clima colloquiale e intimo, antesignano di molti programmi di là a venire.
Nel 2012 è stato ospite nel programma televisivo 80 nostalgia, in onda in syndication in tutta Italia. Sempre su queste reti, sono andati in onda molti spot pubblicitari su Telenova, realizzati da Piombi per aziende locali.

## Altre attività
Oltre ai programmi televisivi, ha condotto e presenziato a molte manifestazioni non riprese dalla televisione: per quasi trent'anni, è stato portavoce a Quattro Castella (in provincia di Reggio Emilia), di un corteo storico che rievoca l'incoronazione a vice regina di Italia di Matilde di Canossa.. Dal 2001 al 2010 ha presentato il "Grand Prix Corallo" nella città sarda di Alghero, dove risiedeva abitualmente durante i periodi di vacanza.
Ha condotto anche SONORA una musica per il cinema da Praia a Mare, premio internazionale destinato a compositori di colonne sonore. Ha condotto per alcuni anni il Festival della canzone dialettale, organizzato dal Comune di Ospedaletti, in Liguria. Collaborava con il quotidiano di Messina e del Mezzogiorno Gazzetta del Sud, come editorialista..
Occasionalmente Daniele Piombi si è cimentato anche nell'attività musicale. Nel 1967 figura come produttore del singolo Ero l'attendente del Kaiser/Un amore di sasso, su etichetta Ariston Records, per il gruppo de I Bruzi.
Nel 1978 scrive il brano Bambola di pezza, per il cantante Niko La Notte, e nel 1982 è l'autore del singolo interpretato da Maison Blanche Ed è subito sabato/Kamikaze, sigla del programma omonimo condotto da Piombi su Telesanterno nel 1982.

## Imitatori
È stato spesso imitato da Alighiero Noschese, mettendo in evidenza il suo modo di fare, raffinato e sbadato.

## La critica
Alberto Bevilacqua, in occasione della partecipazione di Piombi al Festival di Sanremo 1982, scrisse sul Corriere della Sera
 Il conduttore commentò: 

## Programmi televisivi

### Programmi televisivi Rai
- Viaggiare (Programma Nazionale, 1961)
- Premio TV - Premio regia televisiva (Programma Nazionale, 1961-1975; Rete 1, 1976-1982; Rai 1, 1983-2016)
- Cantagiro (Programma Nazionale, 1962, 1965-1971)
- Dieci cantanti per dieci canzoni (Secondo Programma, 1965)
- Concerto della Fanfara dei Bersaglieri (Programma Nazionale, 1965, 1967)
- Quindici minuti con... (Secondo Programma, 1965-1966, 1969)
- Spettacolo Folkloristico Internazionale (Secondo Programma, 1965-1966)
- Festival di Pesaro (Secondo Programma, 1965)
- Festival internazionale della Magia (Secondo Programma, 1965, 1967)
- Concerto della banda del corpo dei Vigili Urbani (Secondo Programma, 1966)
- I Piccoli di Podrecca (Programma Nazionale, Secondo Programma, 1966)
- II Festival della canzone italiana a Malta (Programma Nazionale, 1966)
- Festival internazionale dei giocolieri: III Trofeo Enrico Rastelli (Programma Nazionale, 1966)
- Caravella dei successi (Programma Nazionale, 1966-1967, 1969-1971, 1974)
- Torneo Internazionale della canzone  (Secondo Programma, 1966, 1967)
- Vetrina di Un disco per l'estate (Secondo Programma, 1966-1968)
- Premio Nazionale Diapason per la musica (Secondo Programma, 1967)
- Serata al Circo  (Secondo Programma, 1967, 1969)
- Rassegna Internazionale della chitarra (Secondo Programma, 1967)
- II Rassegna dei Complessi (Secondo Programma, 1967)
- II Rassegna Internazionale delle Cantautrici (Secondo Programma, 1967)
- Festivalbar  (Programma Nazionale, 1967)
- Festival di Napoli (Programma Nazionale, 1967, 1969-1971)
- V Festival dei Clown (Programma Nazionale, 1968)
- Oscar Nazionale della Canzone (Programma Nazionale, 1968)
- Spettacolo di Mezzanotte (Programma Nazionale, 1968)
- Concerto della banda dell'esercito (Secondo Programma, 1969)
- Piccola ribalta (Programma Nazionale, 1969-1975; Rete 1, 1976-1978)
- Parata di Primavera (Secondo Programma, 1969, 1970)
- V anfiteatro d'Oro (Secondo Programma, 1970)
- Un colore per il mondo (Secondo Programma, 1970)
- Arcobaleno d'Oro (Secondo Programma, 1970)
- Amici per la targa (Programma Nazionale, 1970)
- Festival di Castrocaro (Programma Nazionale, 1970-1973)
- Mostra Internazionale di Musica Leggera (Programma Nazionale, 1972, 1974-1975)
- Concorso Nazionale Due Voci per Venezia (Programma Nazionale, 1972; Secondo Programma, 1973)
- Stasera in Europa (Secondo Programma, 1971-1974; Programma Nazionale, 1975)
- Un'ora con... (Secondo Programma, 1975)
- Vota la voce (Circuito TV private, 1975)
- Los Calchakis a Venezia (Programma Nazionale, 1975)
- Galà Unicef (Programma Nazionale, 1975)
- Special Hengel Gualdi (Programma Nazionale, 1975)
- Gala Midem (Secondo Programma, 1975; Rete 2, 1976)
- Emilia Graffiti (Rete 2, 1976)
- Incontro con... (Rete 2, 1977)
- Giovani Domani (Rete 1, 1977)
- Attenti alle sigle (Rete 1, 1977)
- A luci basse (Rete 1, 1977)
- Ciao solo ciao (Rete 1, 1978)
- Giovani Estate (Rete 1, 1978)
- La strada delle stelle (Rete 1, 1978)
- Stelle Stellette (Rete 1, 1979)
- Buon pomeriggio Europa (Rete 1, 1979)
- C'era due volte (Rete 2, 1980)
- Bimbo Day (Rete 2, 1981)
- Microfono d'argento (Rete 1, 1981-1982; Rai 1, 1983-1986)
- Festival di Sanremo (Rete 1, collegamenti dal Casinò, 1980, 1982; Rai 1, 1983)
- Un'Isola da trovare (Rete 2, 1982; Rai 2, 1983)
- Anteprima Sanremo 1982 (Rete 1, 1982)
- Canzoni un anno (Rete 1, 1982)
- Canzoni milionarie (Rete 1, 1982)
- Festival Nazionale del Piano Bar (Rete 1, 1982; Rai 1, 1984)
- Discoteca Festival (Rete 1, 1982; Rai 1, 1983)
- Estate Disco '83 (Rai 1, 1983)
- Due di tutto (Rai 2, 1983)
- Il Processo del Lunedì (Rai 3, 1983)
- La sei giorni di Vibo (Rai 1, 1984)
- Galà Internazionale - Meeting per l'amicizia fra i popoli (Rai 1, 1984)
- Canzoniere italiano (Rai 1, 1986-1987)
- Anteprima Sanremo 1987 (Rai 1, 1987)
- Pokerconcerto Compilation (Rai 3, 1987)
- Napoli prima e dopo (Rai 1, 1987-1989)
- Eurovision Song Contest 1988 (Rai 3, commentatore per la RAI, 1988)
- Una Notte di Musica (Rai 1, 1988)
- Premio Torre d'Oro (Rai 2, 1988)
- Premio Burlamacco - Festival della Canzone Comica (Rai 2, 1989-1990)
- Colonna Sonora (Rai 1, 1989)
- Buone vacanze (Rai 1, 1989-1992)
- Una Luce per la vita (Rai 1, 1989)
- Premio della critica radiotelevisiva e Premio Europa (Rai 1, 1990, 1994)
- Premio Braille (Rai 1, 1990)
- Venga a prendere un biglietto da noi (Rai 1, 1990)
- Voglia d'estate (Rai 1, 1990)
- I promessi sposi - sceneggiato televisivo (Rai 1, 1990)
- Golden Circus (Rai 1, 1990-1992)
- Viva Hollywood (Rai 2, 1991, 1992)
- Cara Tv, canzoni e chiacchiere aspettando la notte degli Oscar Tv (Rai 1, 1991, 1992)
- Un Magico Sogno...Mirabilandia (Rai 1, 1992)
- Telethon (Rai 1, 1992-1994)
- Sanremo romantica (Rai 3, 1994)
- Stelle sull'acqua (Rai 1, 1995) - autore e presidente di giuria
- Non solo musica (Rai 1, 1995)
- Linea bianca (Rai 1, 2000-2001)
- Domenica in (Rai 1, 2003-2004)

### Programmi televisivi per le emittenti private
- 1979 - Teen Agers (GBR)
- 1981 - Secondo Festival della Canzone Napoletana e Nuove Tendenze (Napoli Canale 21)
- 1982/1983 - Ed è subito sabato (Telesanterno)
- 1985 - Catalogo Tv - Proposte commerciali (GRP)
- ? - Strapiombando (Teletna)
- ? - Slot machine (Telesanterno)
- ? - Controtestata (Telesanterno)
- ? - Effetto spettacolo (Antennatre)
- ? - Effetto concerto (Antennatre)
- ? - Giovedì alle nove (Telelombardia)
- ? - Martedì otto ½ (Telelombardia)

### Manifestazioni e premiazioni non televisive
- 1973 - Serata dei telegatti
- 1979 - Serata dei telegatti

## Radio
- Studio L chiama X (Rai Radio ?, 1961)
- Vent'anni (Rai RadioDue, 1962-1963)
- A ciascuno la sua musica (Rai RadioDue, 1964)
- Via, non drammatizziamo (Rai RadioDue, 1965)
- Lui e Lei... (Rai RadioDue, 1967)
- Dischi da Viaggio (Rai RadioDue, 1969)
- Appuntamento con... (Rai RadioUno, 1969)
- Concorso Canzoni Uncla (Rai RadioDue, 1970-1972)
- Peppino Principe, la fisarmonica, le canzoni, la musica (Rai RadioUno, 1971)
- Un disco per l'estate (Rai RadioDue, 1971)
- Il Mattinierie (Rai RadioDue, 1971)
- Pronto chi canta? (Radio Svizzera, 1972-1973)
- Disco Azione (Rai RadioDue, 1976-1978)
- Il mondo della radio (Rai RadioUno, 1979)
- Domenica Safari (Rai RadioUno, 1980)
- Appuntamento in Calabria (Rai RadioUno, 1979-1980)
- Un'isola da trovare (Rai RadioDue, 1982)
- Permette, Cavallo? (Rai RadioUno, 1982)
- Concerto di musica leggere (Rai RadioDue, 1983)
- Concerto Jazz... (Rai RadioDue, 1983)
- Speciale Pasqua (Rai RadioUno, 1983)
- È di scena la radio (Rai RadioUno, 1985)
- Sottotiro (Rai RadioUno, 1986)
- Via Asiago Tenda (Rai RadioUno, 1986-1987)
- Carta Bianca Stereo (Rai RadioUno, 1981-1982, 1987-1990)
- Buon Compleanno Radio (Rai RadioDue, 1995)